# Jewgienija Kucepałowa
Jewgienija Władimirowna Kucepałowa (ros. Евгения Владимировна Куцепалова; biał. Яўгенія Уладзіміраўна Куцэпалава, Jauhienija Uładzimirauna Kucepaława; ur. 7 czerwca 1978 w Diwnogorsku) – rosyjska biathlonistka, reprezentująca też Białoruś. W Pucharze Świata zadebiutowała 6 grudnia 2001 roku w Hochfilzen, gdzie zajęła 70. miejsce w biegu indywidualnym. Pierwsze pucharowe punkty zdobyła 16 lutego 2002 roku w Salt Lake City, zajmując 28. miejsce w biegu pościgowym. Nigdy nie stanęła na podium zawodów tego cyklu. Najlepsze wyniki osiągnęła w sezonie 2001/2002, kiedy zajęła 79. miejsce w klasyfikacji generalnej. W 2002 roku wystąpiła na igrzyskach olimpijskich w Salt Lake City, gdzie zajęła 44. miejsce w sprincie, 28. miejsce w biegu pościgowym oraz siódme w sztafecie. W tym samym roku brała też udział w mistrzostwach Europy w Kontiolahti, gdzie zajęła 15. miejsce w biegu indywidualnym, dziewiąte w sprincie i 22. miejsce w biegu pościgowym. Nigdy nie wystąpiła na mistrzostwach świata.

## Osiągnięcia

### Igrzyska olimpijskie
| Rok  | Miejscowość    | Konkurencje | Konkurencje | Konkurencje | Konkurencje | Konkurencje | Konkurencje | Konkurencje |
| Rok  | Miejscowość    | IN          | SP          | PU          | MS          | RL          | MR          | SR          |
| ---- | -------------- | ----------- | ----------- | ----------- | ----------- | ----------- | ----------- | ----------- |
| 2002 | Salt Lake City | –           | 44.         | 28.         | nd.         | 7.          | nd.         | –           |

### Mistrzostwa Europy
| Rok  | Miejscowość | Konkurencje | Konkurencje | Konkurencje | Konkurencje | Konkurencje | Konkurencje | Konkurencje |
| Rok  | Miejscowość | IN          | SP          | PU          | MS          | RL          | MR          | SR          |
| ---- | ----------- | ----------- | ----------- | ----------- | ----------- | ----------- | ----------- | ----------- |
| 2002 | Kontiolahti | 15.         | 9.          | 22.         | nd.         | –           | nd.         | –           |

### Puchar Świata

#### Miejsca w klasyfikacji generalnej
| Sezon     | Miejsce |
| --------- | ------- |
| 2001/2002 | 79.     |

#### Miejsca na podium chronologicznie
Kucepałowa nigdy nie stanęła na podium indywidualnych zawodów PŚ.